# 수르 경기장
수르 경기장(아랍어: ملعب صور البلدي, 영어: Sour Municipal Stadium)은 레바논 티레에 있는 다목적 경기장이다. 현재는 주로 타다몬 수르와 살람 수르의 홈구장으로 사용된다.